# Junonia vaisya
Junonia vaisya är en fjärilsart som beskrevs av Hans Fruhstorfer 1912. Junonia vaisya ingår i släktet Junonia och familjen praktfjärilar. Inga underarter finns listade i Catalogue of Life.